# Чащино
Ча́щино (рос. Чащино) — селище у складі Нижньотагільського міського округу Свердловської області.
Населення — 186 осіб (2010, 183 у 2002).
Національний склад станом на 2002 рік: росіяни — 97 %.
Стара назва — Торф'яник.